# Боснія

Приблизні межі між Боснією і Герцеговиною

Боснія (босн. і хорв. Bosna, серб. і чорн. Босна) — історичний і географічний регіон, що лежить у Динарських Альпах, обмежений з півдня Паннонійською рівниною, з півночі та сходу річками Сава і Дрина. Південна, середземноморська, частина наразі зветься Герцеговиною.
Площа Боснії становить близько 41 тис. км² і займає близько 80 % території сучасної держави Боснії і Герцеговини. Інші 20 % займає Герцеговина, яка лежить на південь від Боснії і має вихід до  Адріатичного моря. Кордону між Боснією та Герцеговиною офіційно не існує, але зазвичай його визначають на південь від гірського хребта Іванська Планина.
Обидві частини Федерації Боснії і Герцеговини тісно пов'язані між собою ще з часів Середньовіччя, тому назва «Боснія» нерідко вживається для позначення в цілому Боснії і Герцеговини. Сучасна назва країни, яка складається з імен двох історичних регіонів — Боснія і Герцеговина — з'явилася лише наприкінці періоду османського правління, під час окупації країни  Австро-Угорщиною.

## Назва

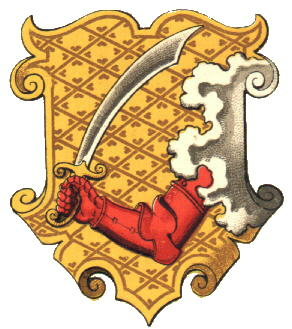
Герб Рами-Боснії (1890)

- Ра́ма (лат. Rama) — історична назва Боснії в титулі угорських королів з XV ст.[1]. Зокрема, згадується у довгому титулі Сигізмунда Люксембурзького, короля Угорщини та імператора Священної Римської імперії.

## Історія
Територія Боснії була населена слов'янськими племенами з VII століття, і свого часу різні її частини входили до складу різних  сербських,  хорватських та незалежних боснійських держав. Першу боснійську державу, яка перебувала у васальній залежності від Візантії, заснував у 1180 року бан Кулин. Вона досягла свого найбільшого розквіту в другій половині XIV століття за часів правління бана Твртко I. До 1370 року він розширив територію Боснії до сучасних меж Боснії і Герцеговини, уклав союз з  Угорщиною, яка на той момент була головною загрозою незалежності Боснії, а також з республікою Рагуза. З 1377 року Твртко І став також королем Сербії, а з 1390 року, після захоплення Іллірії та островів Адріатичного моря — королем  Хорватії та  Далмації. У цей час Боснія відігравала роль регіональної наддержави на Балканах, поступаючись за впливом лише Угорщині та  Османській імперії.

Етапи розширення Боснійського королівства

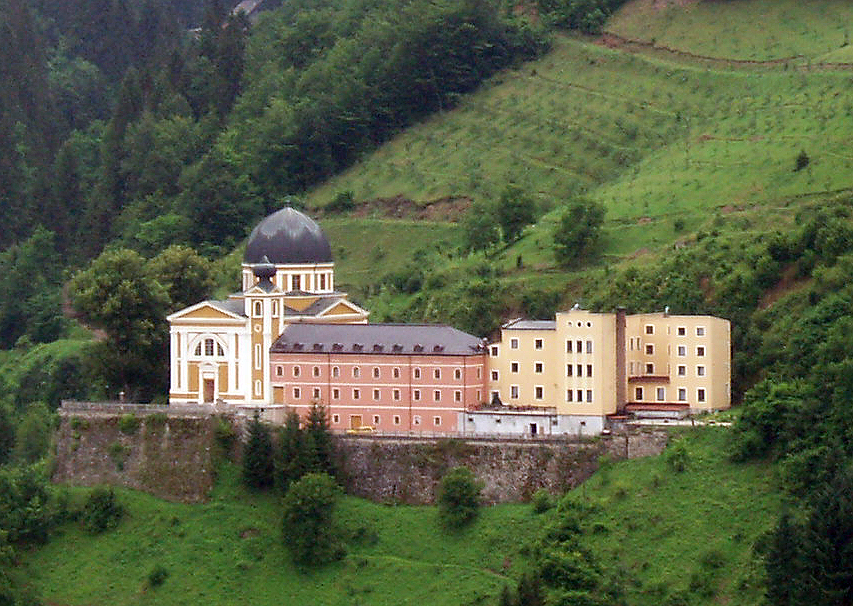
Францисканський монастир у Фойниці

Твртку І вдавалося успішно стримувати напад турків, але після його смерті у державі почалися міжусобиці, внаслідок яких до 1463 року Боснія повністю втратила незалежність та увійшла до складу Османської імперії як її адміністративна одиниця (вілайєт). З 1853 року вілайєт мав назву Боснія і Герцеговина.
У 1878 році Боснію і Герцеговину окупувала Австрія, а в 1908 році вона була формально анексована. Приводом до Першої світової війни стало вбивство ерцгерцога Франца-Фердинанда у столиці Боснії Сараєво. Після Першої світової війни і розпаду Австро-Угорської імперії Боснія і Герцеговина увійшли до складу Королівства Югославія.
Під час  Другої світової війни, з 1941 по 1945 рік, Боснія входила до складу Незалежної держави Хорватії, при цьому істотна частина її території контролювалася підрозділами партизанів і четників. Після війни Боснія разом з Герцеговиною були об'єднані у єдину республіку в складі соціалістичної Югославії.
У 1992 році в період розпаду Югославії Республіка Боснія і Герцеговина проголосила незалежність. Значна частина сербів і хорватів, які проживали у Республіці, не підтримали такого рішення, і на контрольованих ними територіях були проголошені Республіка Сербська і Хорватська республіка Герцег-Босна. Внаслідок цього розпочалася громадянська війна, в ході якої відбувались етнічні чистки усіма сторонами конфлікту. Війна завершилась у 1995 році укладенням  Дейтонських угод, за яким Боснія і Герцеговина стала складатися з двох рівноправних державних утворень:  Федерації Боснії та Герцеговини і  Республіки Сербської.

## Міста
Найбільшими містами в Боснії є:
- Сараєво — 400 000
- Баня-Лука — 250 000
- Зениця — 146 000
- Тузла — 132 000
- Травник — 70 000
- Бихач — 64 600
- Какань — 46 500
- Брчко — 38 000
- Бієліна — 36 700
- Бугойно — 35 700